# Kasper Christensen
Kasper Christensen (* 25. Juni 1985 in Skjern, Dänemark) ist ein dänischer Handballtrainer, der aktuell beim dänischen Erstligisten GOG tätig ist. Als Spieler lief er ebenfalls in der höchsten dänischen Spielklasse auf.

## Karriere

### Als Spieler
Christensen erlernte das Handballspielen in seinem Geburtsort bei Skjern Håndbold. Nachdem Christensen knapp 100 Spiele für die Männermannschaft von Lemvig-Thyborøn Håndbold bestritten hatte, wurde der Rückraum-Mitte-Spieler im Jahr 2008 vom Erstligisten Fredericia Håndboldklub verpflichtet. Für Fredericia bestritt er 50 Erstligaspiele. Nachdem Christensen ab Juni 2010 aufgrund einer Schulterverletzung pausieren musste, wurde er im Dezember 2010 an den dänischen Zweitligisten TM Tønder Håndbold ausgeliehen. Ab dem Sommer 2011 stand er fest bei TM Tønder unter Vertrag.

### Als Trainer
Christensen trainierte ab dem Jahr 2011 weibliche und männliche Handballtalente aus der Region Tønder am Tønder Sportscollege. In der Saison 2014/15 war er bei TM Tønder als Co-Trainer tätig. Anschließend übte er dieselbe Tätigkeit beim Männer-Erstligisten SønderjyskE Håndbold aus. Im Sommer 2017 wurde er dort zum Trainer befördert. Christensen kündigte im Jahr 2020 an, dass er ab der Saison 2021/22 den dänischen Frauen-Erstligisten Herning-Ikast Håndbold trainieren wolle, woraufhin er von SønderjyskE entlassen wurde. Nachdem der Trainer von Herning-Ikast Mathias Madsen im Sommer 2020 auf eigene Initiative von seinem Traineramt zurücktreten war, übernahm Christensen ein Jahr früher den Posten bei Herning-Ikast. Im Sommer 2022 benannte sich der Verein in Ikast Håndbold um. Unter seiner Leitung gewann Ikast Håndbold 2023 die EHF European League. Seit der Saison 2024/25 trainiert er die Männermannschaft von GOG.

## Sonstiges
Seine Lebensgefährtin ist die dänische Handballspielerin Celina Hehnel Hansen, mit der er eine gemeinsame Tochter hat.